# Uco van Wijk
Uco van Wijk (Yogyakarta, 20 maggio 1924 – 10 agosto 1966) è stato un astronomo olandese.

## Biografia
Dopo aver studiato a Bandung nell’isola di Giava si trasferì negli Stati Uniti, dove giunse il 7 dicembre 1941 data dell’attacco giapponese a Pearl Harbor,  per studiare astronomia presso l’Università di Harvard. All’età di 19 anni  si unì all’esercito olandese in esilio e fu inviato  in Nuova Guinea come giudice della Corte Civile. Durante la sua permanenza in Nuova Guinea contrasse la malaria.  
Al termine della II guerra mondiale rientrò negli Stati Uniti riprese gli studi ad Harvard dove si laureò con lode nel 1948 e conseguì il dottorato nel 1952. Dopo una permanenza di un anno presso l’Osservatorio Boyden in Sud Africa lavorò come assistente presso l’Università di Princeton per poi trasferirsi nel 1961 presso l’Università del Maryland come professore associato di astronomia.   
I suoi interessi scientifici furono rivolti principalmente verso la dinamica degli ammassi stellari ed la dinamica dei moti stellari. Si occupò anche dello studio delle sequenze fotoelettriche su oggetti astronomici tanto che una delle sequenze standard nella Grande Nube di Magellano spesso viene indicata con il suo nome. 

## Riconoscimenti
Ad Uco van Wijk la UAI ha intitolato il cratere lunare Van Wijk. 